# Bîsutûn
Bîsutûn Zahîr ad-Dawla Abû Mansûr ben Vushmagîr est un émir ziyaride du Tabaristan et du Gorgân qui règne de 967 à 978. Il meurt à Astarabad (Gorgân) en février / mars 978

## Biographie
Pendant la vie de son père, Bîsutûn est gouverneur du Tabaristan. Les chroniques lui attribuent deux défaites. La première en 959/960 contre `Alî ben Kâma neveu de l'émir bouyide de Ray et d'Ispahan, Rukn ad-Dawla. La seconde et la pire dans le Daylam contre le missionnaire (dâ`î) zaydite Abû `Abd Allah ibn ad-Dâ`î . Une troupe samanide arrive en renfort pour partir dans une campagne conjointe contre le bouyide Rukn ad-Dawla.

### Le règne
Son père, Vushmagîr meurt à cause d'un accident de chasse le 7 décembre 967. Comme aîné, Bîsutûn réclame la succession. Son cadet Shams al-Ma`âlî Qâbûs, soutenu par les renforts Samanides, lui conteste le trône. Bîsutûn apprend que le gouverneur samanide de Nichapur a l'intention de le rançonner pour payer les armées samanides du Khorasan. Il s'installe à Âmol et se met alors sous la protection du bouyide Rukn ad-Dawla qui le reconnaît comme souverain légitime du Gorgân et du Tabaristan, de Chalus et de Rûyân. L'armée Samanide se retire. Le calife abbasside Al-Muti lui donne le titre de Zahîr ad-Dawla (soutien de l'empire) Qâbûs trouve un soutien du côté d'Al-Hasan ibn al-Fairuzan qui règne sur le Semnân. Bîsutûn parvient à conquérir le Gorgân et le Semnān forçant Qâbûs à abandonner ses prétentions.
Bîsutûn renforce encore sa position en épousant une fille du Bouyide `Adhud ad-Dawla Fannâ Khusraw. Qâbûs est contraint d'abandonner ses prétentions. Le reste de son règne est consacré à défendre son royaume contre les prétentions des Samanides et à protéger sa frontière occidentale. Bîsutûn relâche Al-Hasan al-Tha'ir que son père avait fait prisonnier avec pour mission de déloger Abu Muhammad an-Nasir de Hawsam dans la province du Gilan. Al-Hasan al-Tha'ir est tué. Son fils parvient néanmoins à expulser Abu Muhammad al-Nasir d'Hawsam, probablement avec l'aide de Bîsutûn et l'acquiescement des Ziyarides.

### La succession
Bîsutûn meurt en 977. Après un courte période de contestation, c'est son cadet Qâbûs qui lui succède